# Jacques Handschin
Jacques Samuel Handschin (ur. 5 kwietnia 1886 w Moskwie, zm. 25 listopada 1955 w Bazylei) – szwajcarski muzykolog.

## Życiorys
Uczęszczał do gimnazjum w Moskwie, gdzie uczył się gry na organach. Następnie uczył się w szkole handlowej w Neuchâtel. W 1905 roku podjął studia historyczne i matematyczne na Uniwersytecie w Bazylei, kontynuował edukację w Monachium (1905–1906) i Lipsku (1906–1907). W Lipsku pobierał także lekcje teorii i gry na organach u Maxa Regera i Karla Straubego, później był uczniem Charlesa-Marie Widora w Paryżu. W dziedzinie muzykologii pozostał samoukiem, konsultował się jedynie z Hugo Riemannem i Erichem Moritzem von Hornbostelem. W latach 1909–1920 uczył gry na organach w Konserwatorium Petersburskim. Występował jako organista, propagował w Rosji twórczość J.S. Bacha, wykonywał też dzieła współczesnych rosyjskich kompozytorów takich jak Aleksandr Głazunow i Siergiej Taniejew. Od 1914 roku był organistą luterańskiego kościoła św. Piotra w Petersburgu.
W 1920 roku wyemigrował do Szwajcarii. W 1921 roku uzyskał na Uniwersytecie w Bazylei tytuł doktora na podstawie dysertacji Choralbearbeitungen und Kompositionen mit rhythmischen Text in der mehrstimmigen Musik des 13. Jahrhunderts, tamże w 1924 roku habilitował się na podstawie pracy Über die mehrstimmige Musik der St. Martial-Epoche sowie die Zusammenhänge zwischen Notre Dame und St. Martial und die Zusammenhänge zwischen einem dritten Stil und Notre Dame und St. Martial. Wykładał muzykologię na Uniwersytecie w Bazylei jako docent (1924–1930), profesor nadzwyczajny (1930–1935) i profesor zwyczajny (1935–1955). Był organistą Linsebühlkirche w St. Gallen (1920–1924), Peterskirche w Zurychu (1924–1935) i Martinskirche w Bazylei (1935–1955). 

## Działalność naukowa
W swojej pracy zajmował się wieloma dziedzinami muzykologii historycznej i systematycznej, publikował prace poświęcone muzyce starożytnej, średniowiecznej, renesansowej i barokowej, a także psychologii i teorii muzyki oraz etnomuzykologii. Największe znaczenie mają jego badania nad muzyką średniowiecza, w tym wczesnym organum, twórczością szkół Notre-Dame i Saint-Martial oraz angielską wielogłosowością. Zgromadził ponad 70 tysięcy mikrofilmów średniowiecznych rękopisów. Do najważniejszych prac Handschina należą: La Musique de l’antiquité (Paryż 1946), Der Toncharakter: Eine Einführung in die Tonpsychologie (Zurych 1948) i Musikgeschichte im Überblick (Lucerna 1948).